# Lucas Vázquez
Lucas Vázquez Iglesias (ur. 1 lipca 1991 w Curtis) – hiszpański piłkarz występujący na pozycji obrońcy.

## Kariera klubowa

### Real Madryt
Urodzony w Galicji Vázquez trafił w 2007 roku w wieku 16 lat do młodzieżowej drużyny Realu Madryt. Swój profesjonalny debiut zanotował w sezonie 2010/11 w barwach Realu Madryt C. W 2011/12 rozegrał sezon w Realu Madryt Castilla, gdzie zdobył 23 bramki, które pomogły drużynie wrócić do Segunda División po 5 latach absencji.
17 sierpnia zaliczył pierwszy mecz na poziomie 2 ligi hiszpańskiej w meczu z Villarreal CF. Vázquez rozegrał 6 minut a jego drużyna uległa gospodarzom 2:1.
Swojego pierwszego gola na poziomie 2 ligi hiszpańskiej Vázquez strzelił 15 października w meczu przeciwko UD Las Palmas. Trafienie to pozwoliło drużynie z Madrytu odnieść zwycięstwo 3:2.
W sezonie 2012/13 wywalczył pewne miejsce w składzie drugiej drużyny Realu Madryt. Wystąpił w 40 meczach Segunda División zdobywając 8 bramek.

### Espanyol
19 sierpnia 2014 roku Vázquez został wypożyczony do RCD Espanyol, gdzie miał szanse na rozegranie pierwszego sezonu w La Liga.
Swój pierwszy mecz zagrał 30 sierpnia wchodząc w drugiej połowie, zmieniając Salva Sevilla. Jego drużyna przegrała mecz przed własną publicznością 1:2 przeciwko Sevilla FC. Pierwszego gola w najwyższej klasie rozgrywkowej zdobył 5 października 2014 przeciwko Realowi Sociedad podwyższając wynik spotkania na 2:0.

### Powrót do Realu Madryt
30 czerwca 2015 włodarze Realu Madryt postanowili wykorzystać opcję pierwokupu i sprowadzili Lucasa Vázqueza na Santiago Bernabeu.
Zadebiutował w pierwszej drużynie Realu 12 września przeciwko swojej poprzedniej drużynie wygrywając 6:0.
Pierwszego gola dla drużyny królewskich zdobył 30 grudnia zastępując Karima Benzemę 15 minut przed końcem spotkania, w meczu z Realem Sociedad.
Jego trafienie ustaliło wynik spotkania na 3:1 dla drużyny z Madrytu.
Lucas Vázquez wystąpił w 7 meczach Ligi Mistrzów w sezonie 2015/16. W finałowym spotkaniu zastąpił Karima Benzemę w drugiej połowie. Mecz zakończył ze strzelonym rzutem karnym w serii jedenastek a jego drużyna sięgnęła po 11 puchar w historii.
W październiku 2016 roku podpisał nowy kontrakt, który obowiązywać będzie do 2021 roku.
W sezonie 2016/17 wystąpił w 33 meczach ligowych, strzelając 2 bramki, przyczyniając się do zdobycia przez Real Madryt 33 Mistrzostwa Hiszpanii, a także występując w 10 meczach Ligi Mistrzów pomógł drużynie w zdobyciu 12 Pucharu Europy i zostaniu pierwszą drużyną w historii, która obroniła ten tytuł w erze Ligi Mistrzów (po 1992 roku).
Sezon 2017/18 rozpoczął się dla Realu Madryt i Lucasa bardzo pomyślnie, od pokonania Manchesteru United 2:1 w meczu Superpucharu Europy, a także rozbicia odwiecznego rywala FC Barcelona w dwumeczu Superpucharu Hiszpanii aż 5:1. We wszystkich trzech spotkaniach zagrał.
W lipcu 2025 opuścił Real Madryt.

## Kariera reprezentacyjna
Lucas Vázquez nie reprezentował Hiszpanii na poziomie młodzieżowym. Został powołany do grona 23 zawodników na Mistrzostwa Europy we Francji przez Vicente del Bosque. Zadebiutował w kadrze 7 czerwca 2016 roku w towarzyskim spotkaniu przeciwko Gruzji. Spotkanie to zakończyło się porażką Hiszpanii a sam Vázquez pojawił się na boisku w 61 minucie.
Podczas Euro Vázquez wystąpił w 1 spotkaniu przeciwko Włochom zastępując w 71 minucie Álvara Moratę przy wyniku 2:0 dla drużyny włoskiej.

## Statystyki

### Klubowe
aktualne na dzień 22 października 2022
| Klub               | Sezon              | Liga               | Liga  | Liga   | Puchar kraju | Puchar kraju | Europa | Europa | Inne1 | Inne1  | Suma  | Suma   |
| Klub               | Sezon              | Liga               | Mecze | Bramki | Mecze        | Bramki       | Mecze  | Bramki | Mecze | Bramki | Mecze | Bramki |
| ------------------ | ------------------ | ------------------ | ----- | ------ | ------------ | ------------ | ------ | ------ | ----- | ------ | ----- | ------ |
| Real Madryt B      | 2011/12            | Segunda División B | 26    | 4      | –            | –            | –      | –      | –     | –      | 26    | 4      |
| Real Madryt B      | 2012/13            | Segunda División   | 26    | 3      | –            | –            | –      | –      | –     | –      | 26    | 3      |
| Real Madryt B      | 2013/14            | Segunda División   | 40    | 8      | –            | –            | –      | –      | –     | –      | 40    | 8      |
| Real Madryt B      | Ogólnie            | Ogólnie            | 92    | 15     | 0            | 0            | 0      | 0      | 0     | 0      | 92    | 15     |
| RCD Espanyol       | 2014/15            | Primera División   | 33    | 3      | 6            | 1            | –      | –      | –     | –      | 39    | 4      |
| RCD Espanyol       | Ogólnie            | Ogólnie            | 33    | 3      | 6            | 1            | 0      | 0      | 0     | 0      | 39    | 4      |
| Real Madryt        | 2015/16            | Primera División   | 25    | 4      | 1            | 0            | 7      | 0      | 0     | 0      | 33    | 4      |
| Real Madryt        | 2016/17            | Primera División   | 33    | 2      | 4            | 1            | 10     | 1      | 3     | 0      | 50    | 4      |
| Real Madryt        | 2017/18            | Primera División   | 33    | 4      | 5            | 3            | 10     | 1      | 5     | 0      | 53    | 8      |
| Real Madryt        | 2018/19            | Primera División   | 31    | 1      | 7            | 3            | 6      | 1      | 3     | 0      | 47    | 5      |
| Real Madryt        | 2019/20            | Primera División   | 18    | 2      | 1            | 1            | 4      | 0      | 0     | 0      | 23    | 3      |
| Real Madryt        | 2020/21            | Primera División   | 24    | 2      | 1            | 0            | 8      | 0      | 1     | 0      | 34    | 2      |
| Real Madryt        | 2021/22            | Primera División   | 29    | 3      | 2            | 0            | 8      | 0      | 2     | 0      | 41    | 3      |
| Real Madryt        | 2022/23            | Primera División   | 6     | 2      | 0            | 0            | 1      | 0      | 0     | 0      | 7     | 2      |
| Ogólnie            | Ogólnie            | Ogólnie            | 199   | 20     | 21           | 8            | 54     | 3      | 14    | 0      | 288   | 31     |
| Ogólnie w karierze | Ogólnie w karierze | Ogólnie w karierze | 335   | 40     | 27           | 9            | 54     | 3      | 17    | 0      | 433   | 52     |

1Superpuchar UEFA, Superpuchar Hiszpanii, Klubowe Mistrzostwa Świata

## Sukcesy

### Klubowe
Real Madryt B
- Mistrzostwo Segunda División B (1x): 2011/2012

Real Madryt
- Mistrzostwo Hiszpanii: 2016/2017, 2019/20 2021/22, 2023/2024
- Superpuchar Hiszpanii: 2017, 2019/2020, 2021/2022
- Liga Mistrzów UEFA: 2015/2016, 2016/2017, 2017/2018, 2021/2022 , 2023/24
- Superpuchar Europy UEFA: 2016, 2017, 2024
- Klubowe mistrzostwo świata: 2016, 2017, 2018